# رين ناريتا
رين ناريتا (باليابانية: 成田蓮) هو مصارع محترف ياباني، ولد في 29 نوفمبر 1997 في آوموري في اليابان.

## روابط خارجية
- رين ناريتا على موقع CageMatch worker (الإنجليزية)
- رين ناريتا على موقع قاعدة بيانات المصارعة على الإنترنت (الإنجليزية)